# بلانچردستاون
شهر بلانچردستاون (به انگلیسی: Blanchardstown) با جمعیت ۶۳٫۸۲۰ نفر  در شهرستان دوبلین در کشور جمهوری ایرلند واقع شده‌است.